# Лазар Ош
Луѝ Лаза̀р Ош (на френски: Louis Lazare Hoche) е френски офицер, дивизионен генерал.
Роден е на 24 юни 1768 година във Версай в семейството на коняр. От ранна възраст постъпва на служба в армията, а след началото на Революционните войни получава офицерско звание. През 1793 година вече е дивизионен генерал и командва Мозелската армия, воюваща срещу Прусия. През 1794 година е арестуван по обвинения в измяна, но е освободен малко по-късно, след падането от власт на Максимилиан Робеспиер. След това служи във Вандея, Ирландия и Австрия, за кратко е военен министър.
Лазар Ош умира от туберкулоза на 19 септември 1797 година във Вецлар.